# European Lesbian* Conference
European Lesbian* Conference (с англ. — «Европейская лесбийская* конференция», сокр. EL*C) — одна из крупнейших лесбийских конференций. Впервые состоялась в период с пятого по восьмое октября 2017 года в Вене, Австрия.

## История

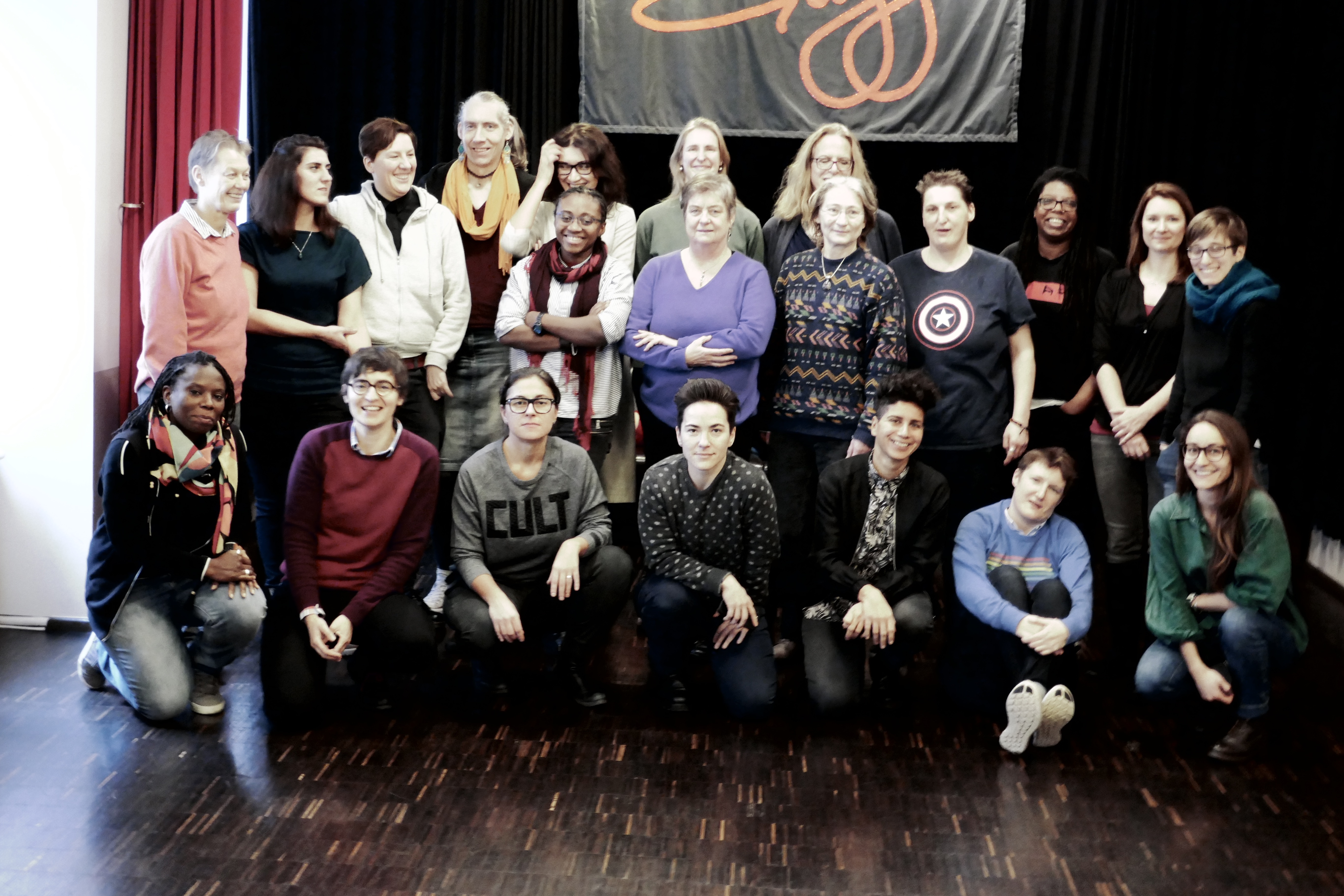
Некоторые члены совета директоров EL*C во время встречи в 2018

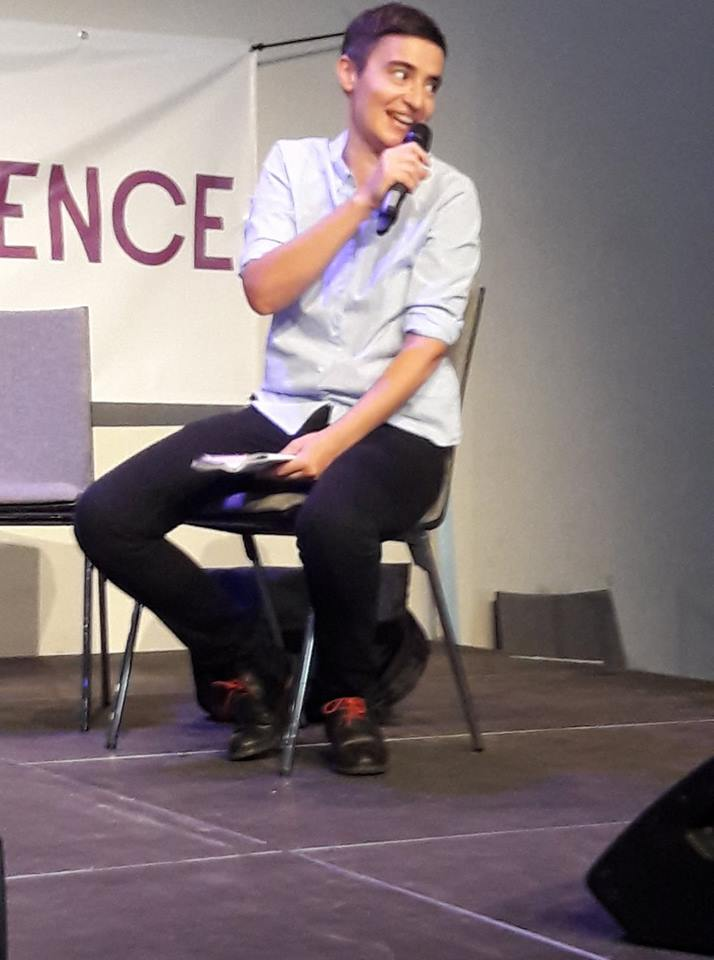
Сильвия Касалино на EL*C 2017

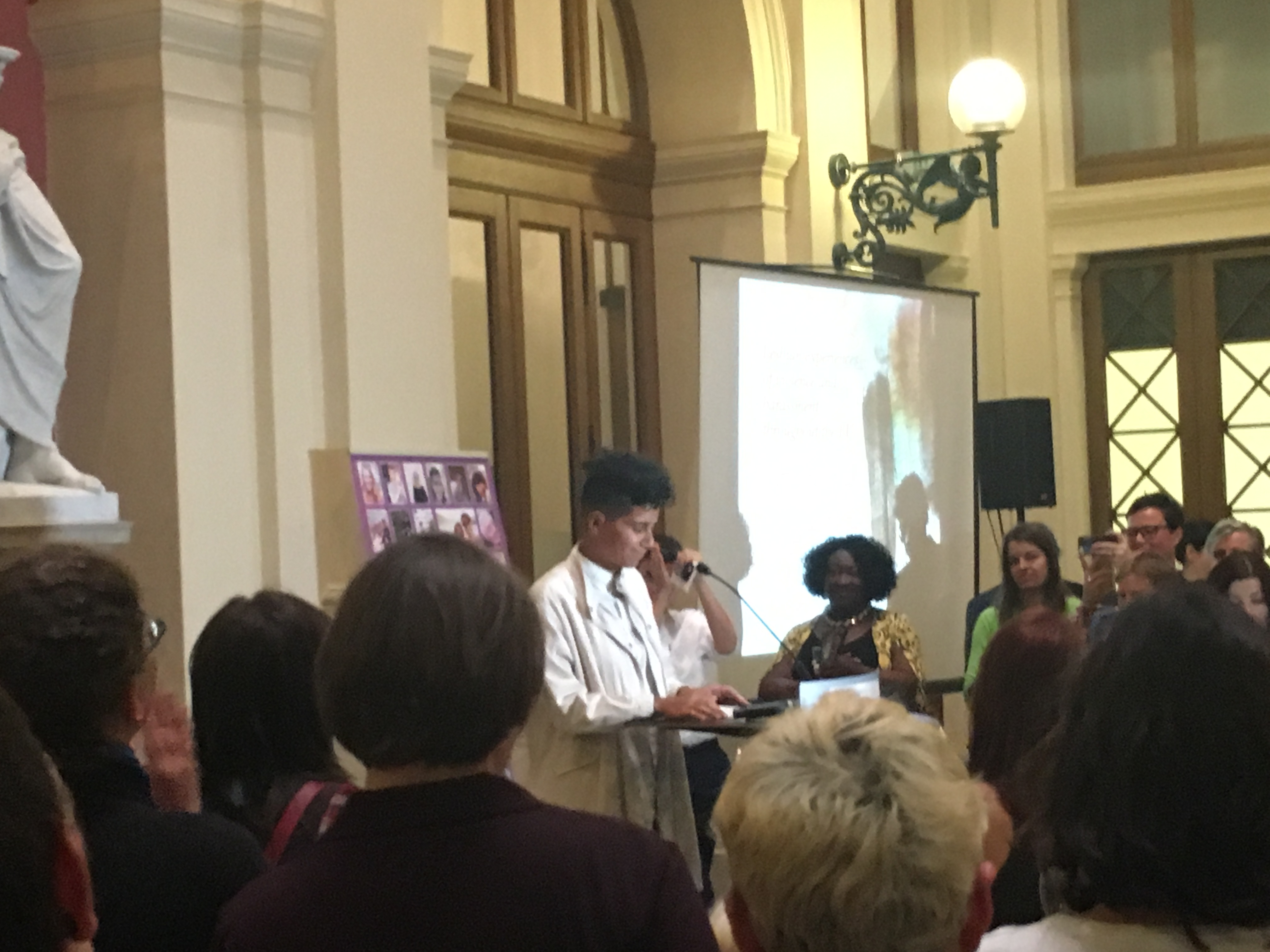
Файка Эль-Нагаши на EL*C 2017

Первая международная лесбийская конференция была организована Международным лесбийским информационным сервисом (ILIS) в рамках ILGA в 1980 году в Барселоне. В 1998 ILIS прекратил работать, выпустив последний информационный материал. Шелей Андерсон написала 58-страничный отчет «Права лесбиянок — права человека», чтобы подчеркнуть основное направление деятельности ILIS.
В 2016 году во время ежегодной конференции ILGA-Europe, прошедшей тогда на Кипре, 70 европейских лесбийских активисток приняли участие в секции, направленной на их самоорганизацию. Участники семинара пришли к выводу, что существует настоятельная необходимость расширять видимость проблем лесбиянок, развивать сотрудничество, работать над лесбийскими потребностями и совместно противостоять притеснению.
Результатом этой работы в 2017 году стала первая Европейская лесбийская конференция, организованная независимо от ILGA. Соучредителями выступили: Сильвия Касалино, Анастасия Данилова, Мариэлла Мюллер, Драгана Тодорович, Элис Коффин, Олена Шевченко и Мария фон Кэнел. НКО официально зарегистрировано в Вене 2 февраля 2017 года, сопредседателями стали Сильвия Касалино и Мариэлла Мюллер.
Карима Захи представляла EL*C во время дня видимости лесбиянок в Европарламенте 26 апреля 2018 года. На этом мероприятии были подняты такие темы, как лесбофобия в европейских странах, лесбийский активизм на Балканах в Турции, видимость лесбиянок в образовании и проблемы убежищ для лесбиянок. Кика Фумеро и Марта Фернандес Херейз из Испании также представляли НКО Lesworking.

## Конференция в Вене 2017 года
Согласно Марии фон Кэнел, более 400 женщин из 44 европейских и центральноазиатских стран были приглашены на конференцию. Белград также рассматривался как возможное место проведения конференции, но Вена была выбрана по логистическим причинам и потому, что венское лесбийское сообщество достаточно активно и обладает высокой видимостью.
Основные цели конференции — сделать лесбиянок более видимыми и продвигать сети солидарности. Элис Коффин подчеркивает факт, что если проблемы не видно, то её как бы и не существует. Для лесбиянок это демонстрируется анализом бюджета, выделенного на решение проблем лесбиянок. Согласно Элис Коффин, из 424 миллионов, направленных на ЛГБТ-проекты, только 2 % направлены на лесбиянок. Более того, участие в конференциях ILGA остается дорогостоящим. EL*C в свою очередь, дал 100 участницам возможность бесплатного посещения и установил низкий регистрационный сбор для обеспечения разнообразия участниц.
Первое вступительное заявление сделала Ульрике Луначек, тогдашний кандидат от партии зелёных на законодательные выборы в Вене. Она подчеркнула, что, если работа над видимостью проблем имеет решающее значение, некоторый прогресс также должен быть достигнут в законодательстве для обеспечения равных прав для лесбиянок.
Двум женщинам из африканских стран было отказано в визе, поэтому они не смогли посетить конференцию.
Основным девизом первой конференции стало: «Connect, Reflect, Act, Transform» (объединиться, обдумать, действовать, преобразовывать).
После закрытия конференции 7 октября на улицах Вены участницы конференции провели демонстрацию.

### Основные темы конференции
Основными темами, анонсированными Элис Коффин в сентябре 2017, стали:
- лесбийский активизм
- лесбийские исследования
- лесбийская политика
- лесбийские объединения и организации

Элизабет Хольцляйтнер, профессор юридической философии и гендерных исследований, открыла конференцию с юридических особенностей того, что такое быть лесбиянкой с точки зрения закона. Её выступление было посвящено истории изменения законодательства и криминализации однополого секса между женщинами.
Особенное внимание было отведено истории лесбийских движений в Европе. Как Эвиен Чаббес способствовала появлению ILIS в 1980-е, так и сейчас создание отдельной организации обусловлено желанием обсуждать свои проблемы отдельно от ILGA, потому что проблемы, с которыми сталкиваются лесбиянки, часто другие, хоть и пересекаются с LGBTIQ-проблематикой.
Элис Коффин, Hengameh Yaghoobifarah и Линда Райли говорили о месте, которое лесбиянкам уделяют СМИ.

## Организация
Мариелла Мюллер и Сильвия Касалино были избраны при основании EL*C в 2017 году. Другие члены совета директоров: Биляна Гинова (секретарь), Луис Лукш (казначей), Лейла Лохман, Микаэла Тулипан, Еву Джедик, Олена Шевченко, Аврора Баба, Элис Коффин, Илариа Тодд, Анастасия Данилова, Пиа Стивенсон.